# GFAJ-1
GFAJ-1 је сој штапићастих екстремофилних бактерија из породице Halomonadaceae, за коју се тврди да у одсуству фосфора има способност уградње обично отровног елемента арсена у своје органске макромолекуле, чак и у ДНК. Њено откриће даје на тежини теорији да ванземаљски живот може имати другачији хемијски састав од земаљских организама.

## Критика
Микробиолог Јохан Хајдер је критиковао презентоване резултате студије. Он је упутио на могуће грешке у мерењу као и на погрешну интерпретацију резултата студије. По њему је, у оригиналној публикацији аутора поменуто загађење проба остацима фосфата, довољно за основно снабдевање бактерија.